# Rhogeessa
Rhogeessa é um gênero de morcegos da família Vespertilionidae, endêmico das Américas.

## Espécies
- Rhogeessa aeneus Goodwin, 1958
- Rhogeessa alleni Thomas, 1892
- Rhogeessa genowaysi Baker, 1984
- Rhogeessa gracilis Miller, 1897
- Rhogeessa hussoni Baker e Genoways, 1996
- Rhogeessa io Thomas, 1903
- Rhogeessa minutilla Miller, 1897
- Rhogeessa mira LaVal, 1973
- Rhogeessa parvula H. Allen, 1866
- Rhogeessa tumida H. Allen, 1866